# L'Art de la guerre 2
Série L'Art de la guerre
L'Art de la guerre
(2000) L'Art de la guerre 3 : Le Châtiment
(2009)
Pour plus de détails, voir Fiche technique et Distribution.
L'Art de la guerre 2 (The Art of War II: The Betrayal) est un vidéofilm canadien de Josef Rusnak, sorti en 2008. Il fait suite à L'Art de la guerre, sorti dans les salles en 2000. Un troisième opus est sorti en vidéofilm, L'Art de la guerre 3 : Le Châtiment en 2009.

## Synopsis
L'agent spécial Neil Shaw est maintenant à la retraite. Il est désormais consultant à Hollywood. Mais l'un de ses maîtres est assassiné. Il reprend du service et ne tarde pas à découvrir qu'un complot se trame contre des sénateurs américains.

## Fiche technique
- Titre original : The Art of War II: Betrayal
- Titre français : L'art de la guerre II - Trahison
- Réalisation : Josef Rusnak
- Scénario : Jason Bourque et Keith Shaw
- Musique : Peter Allen
- Direction artistique : Milena Zdravkovic
- Décors : Brian Davie
- Costumes : Vicky Mulholland
- Photographie : Neil Cervin
- Son : Vince Renaud, Jo Rossi
- Montage : Trevor Mirosh
- Production : Dan Lyon et Kirk Shaw

Production exécutive : Mandy Spencer-Phillips
Production déléguée : Michael Sloan, Kim Arnott, Phillip B. Goldfine, Lindsay MacAdam et Ari Newman
Production associée : Oliver De Caigny et David C. Olson
Coproduction : Shannon McA'Nulty
Coproduction déléguée : Jack Nasser
- Sociétés de production[1] : Insight Film Studios et Operation Eagle Productions, avec la participation de Stage 6 Films
  - En association avec Hollywood Media Bridge, Dandelion Entertainment Ventures et Media Financial Incorporated
- Sociétés de distribution[1] :
  -  : Stage 6 Films (Tous médias) ; Sony Pictures Home Entertainment (DVD)
- Budget : 13,3 millions de $[2] (estimation)
- Pays d'origine :  Canada
- Langue originale : anglais
- Format[3] : couleur - 2,35:1 (Cinémascope) - son Dolby Digital
- Genre : action, thriller
- Durée : 103 minutes
- Dates de sortie[4] :
  - États-Unis : 12 août 2008 (sortie directement en DVD)
  - France[5] : 22 octobre 2008 (sortie directement en DVD)
- Classification[6] :
  -  France : Tous publics avec avertissement[5]

## Distribution
- Wesley Snipes (VF : Thierry Desroses) : Neil Shaw
- Athena Karkanis : Melina Cruz
- Lochlyn Munro : Garret
- Winston Rekert : révérend Tim
- Fraser Aitcheson : Agent Sparks
- Lisa Marie Caruk : Hallinger
- Olivia Cheng : Geena
- Ray Galletti : Matt Sanders
- Rachel Hayward : Carlson
- Scott Heindl : Graham
- Pascale Hutton : Autumn

## Distinctions

### Nominations
- Prix Leo 2009[7] : Meilleure partition musicale dans un long métrage dramatique pour Peter Allen.

## Adaptation
Un jeu de stratégie Art of War 2 est produit par Herocraft sur les plateformes Java et Android.